# Лимберг, Алла Александровна
Алла Александровна Лимберг (1930—2011) — советский и российский хирург, доктор медицинских наук, профессор.

## Биография
Родилась в семье Лимберга Александра Александровича (1894—1974) — известного советского хирурга-стоматолога, профессора, члена-корреспондента АМН СССР и была внучкой Лимберга Александра Карловича (1856—1906), первого русского профессора стоматологии, основателя первой в России кафедры одонтологии. Она была старшей из сестер в семье. Младшая сестра Кира Лимберг (1934—1953) трагически погибла в юношеском возрасте. Детские годы прошли в Ленинграде, где она вместе со всей семьей пережила блокаду в годы Великой Отечественной войны.
В 1948 г. она поступила в I Ленинградский медицинский институт имени академика И. П. Павлова и с отличием окончила его.
В 1954 г. поступила в клиническую ординатуру по специальности «травматология и восстановительная хирургия» Ленинградского НИИ травматологии и ортопедии им. Р. Р. Вредена, по окончании которой в 1957 г. была принята в штат института на должность младшего научного сотрудника.
26 июля 1959 г. успешно защитила кандидатскую диссертацию на тему «Опорная и контурная пластика размельченным хрящом, вводимым револьверным шприцем». Оригинально разработанная методика позволяла исправлять контуры лица и носа, практически не нарушая кожных покровов. В сентябре 1968 г. была избрана на должность старшего научного сотрудника. С 1974 г. по 1988 г. заведовала отделением челюстно-лицевой хирургии института.
в 1975 г. Алла Александровна успешно защитила докторскую диссертацию на тему «Теоретические аспекты свободной пересадки хрящевой и костной ткани в восстановительной хирургии лица»
В средине 70-х годов в научную тематику института была включена большая и разноплановая проблема лечения больных с множественными и сочетанными повреждениями. Учитывая, что выполнение этой проблемы могло быть осуществлено только на базе крупного многопрофильного учреждения с участием врачей смежных специальностей, А. А. Лимберг некоторое время должна была работать в клиниках Института скорой помощи им. И. И. Джанелидзе, а затем перешла в многопрофильную Городскую больницу № 17 «В память 25 Октября» города Ленинграда. Здесь ею была предложена новая форма круглосуточной хирургической помощи больным с сочетанными повреждениями головы и челюстно-лицевой области. С 1976 года она работала здесь в качестве консультанта.
С 1992 года возглавила первый в стране Центр по лечению пострадавших с сочетанной черепно-лицевой травмой на базе Больницы № 17,в дальнейшем Республиканский центр черепно-лицевой хирургии.
Около 10 лет возглавляла секцию пластической хирургии хирургического общества Н. И. Пирогова, была действительным членом Европейской ассоциации черепно-лицевых хирургов. Участвовала в работе международных и европейских конференций, посвященных вопросам травматологии, пластической и восстановительной хирургии челюстно-лицевой области в Австрии, Голландии, США, Финляндии, Франции, Швейцарии.
Автор около 200 опубликованных работ, под её руководством защищены 1 докторская и 4 кандидатские диссертации.
Скончалась после продолжительной болезни 19 мая 2011 года. Похоронена на семейном участке Большеохтинского кладбища города Санкт-Петербурга.